# ベルトルト・シュヴァルツ

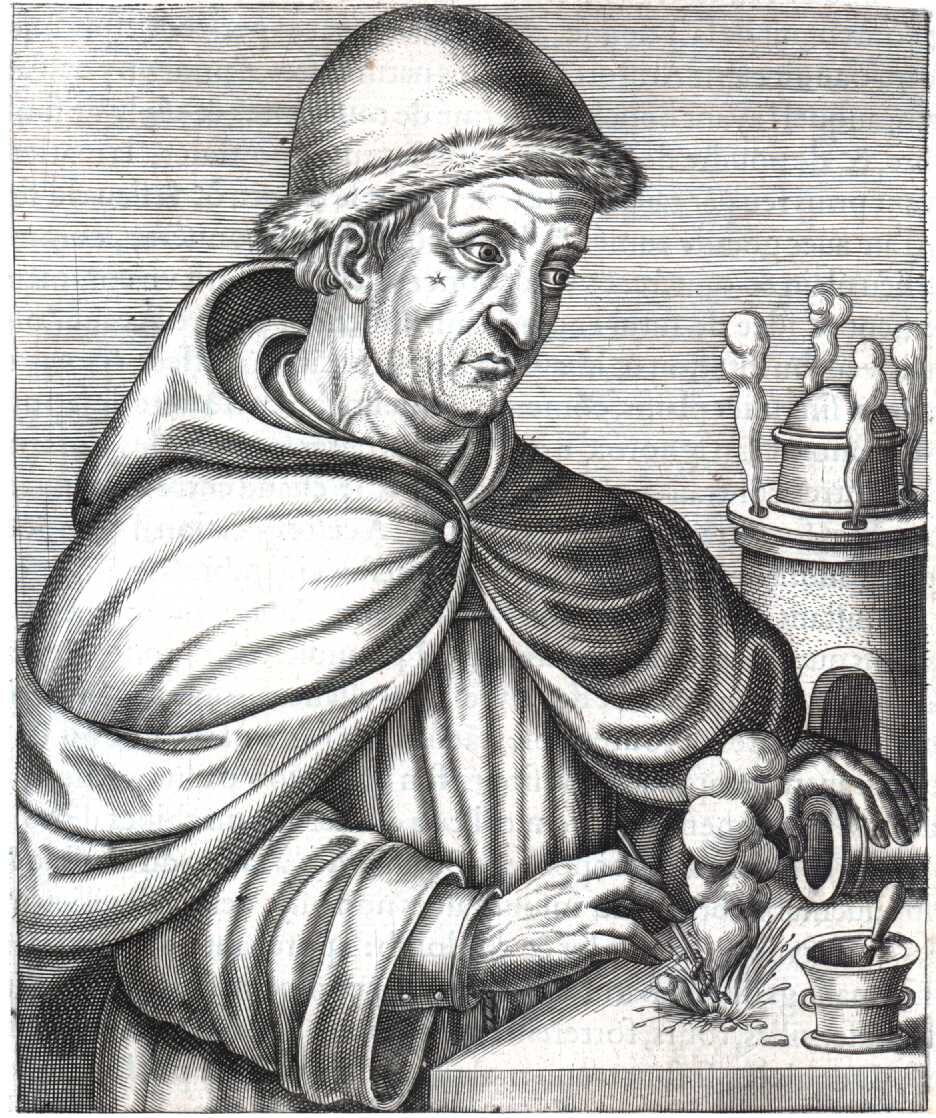
ベルトルト・シュヴァルツを描いたと言われているポートレート

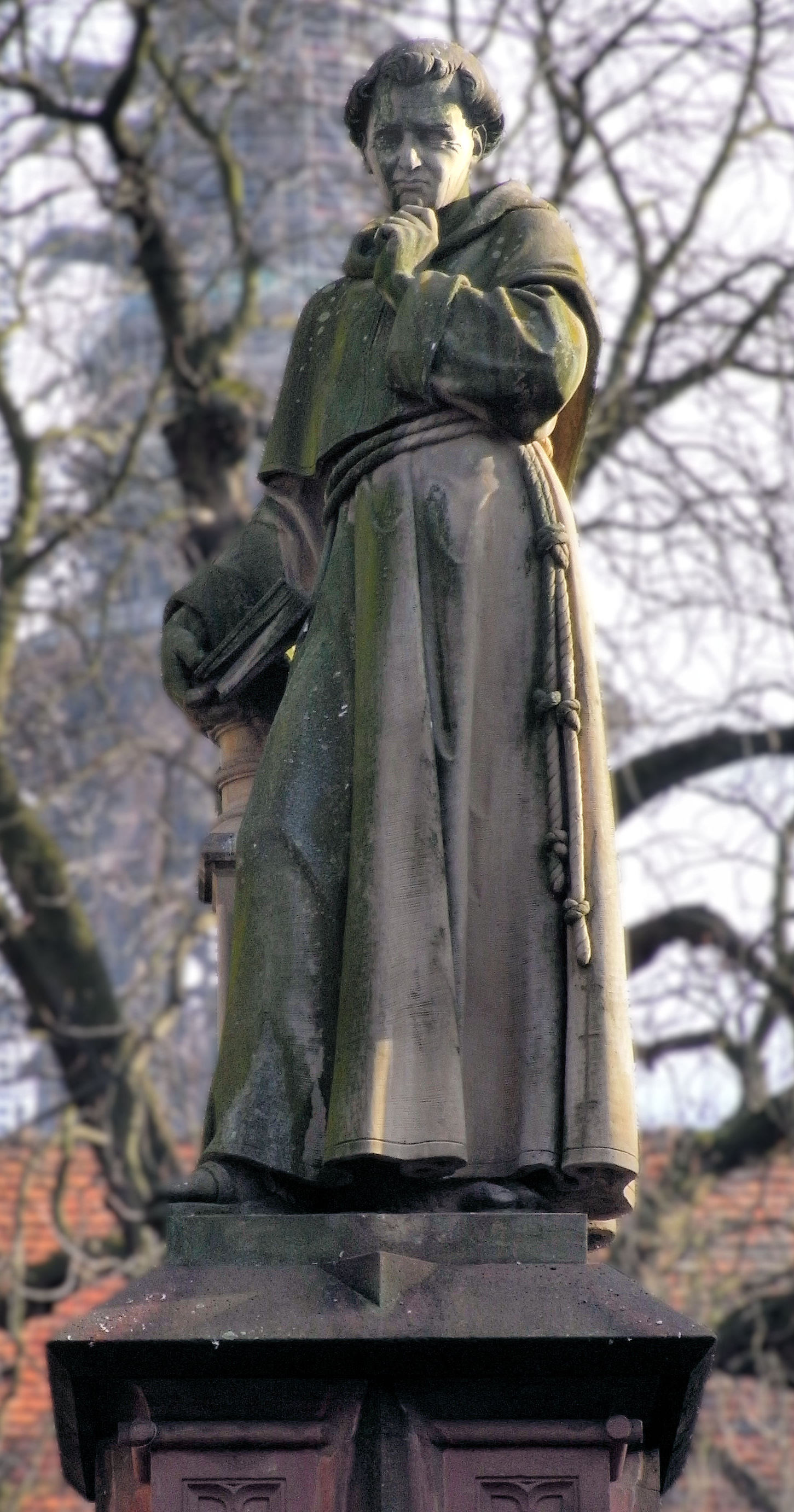
フライブルクの市役所前広場にあるシュヴァルツの像

ベルトルト・シュヴァルツ（Berthold Schwarz, 生没年不詳）は、ドイツの科学者。フライブルク・イム・ブライスガウのフランシスコ会修道士で錬金術師でもあり、1359年（1353年という説もある）、作業中に偶然黒色火薬を発明したといわれている。黒のベルトルト(Berthold der Schwarze)とも呼ばれる。
しかし記録が明確でなく、またイギリスにはすでに13世紀にロジャー・ベーコンが火薬を発明したという説がある。さらには、ベルトルト・シュヴァルツなる人物は実在しなかったのではないかという説まであり、真偽の程は明らかでない。
フライブルクの市役所前広場には、八角形の泉の上にシュヴァルツの像が置かれている。そこには、次の碑文が記されている：「錬金術師であり、火薬を発明した博士に対し、500年が経過したことを記念し、1855年に設置する」。